# Danny Tamberelli
Danny Tamberelli (Wyckoff, 8 febbraio 1982) è un attore e musicista statunitense, noto per aver interpretato Little Pete Wrigley nella serie televisiva The Adventures of Pete & Pete trasmessa su Nickelodeon dal 1989 al 1995, e per aver fatto parte del cast del programma comico All That dal 1997 al 2000.
Nel 2013 ha inoltre doppiato e prestato le fattezze al personaggio di Jimmy De Santa nel videogioco Grand Theft Auto V.

## Biografia
Tamberelli è cresciuto a Maywood, nel New Jersey, e successivamente si è trasferito a Wyckoff, dove ha frequentato la Ramapo High School, diplomandosi nel 2000.
Successivamente ha conseguito una laurea presso l'Hampshire College in Massachusetts, specializzandosi in arti interdisciplinari, con un focus su esecuzione musicale e organizzazione di eventi musicali.

## Carriera
La prima apparizione televisiva di Tamberelli risale a uno spot pubblicitario per i Huggies, come dichiarato in un'intervista del 1994. La sua prima interpretazione regolare in televisione, all'età di quattro anni, fu quella di Sean Novak nella soap opera diurna della ABC Ryan's Hope. Apparve inizialmente dal 1986 al 1987, quando il suo personaggio e i genitori nella finzione furono scritti fuori dalla trama. In seguito, interpretò Jackie Rodowsky nella serie televisiva The Baby-Sitters Club. In quel periodo ottenne il ruolo che lo rese celebre, quello di Little Pete Wrigley nella serie The Adventures of Pete & Pete, inizialmente composta da cortometraggi di 60 secondi trasmessi su Nickelodeon a partire dal 1989. Dopo una serie di speciali, la serie divenne un programma regolare della durata di mezz’ora nel 1993, portando a Tamberelli maggiore notorietà.
Durante le riprese di Pete & Pete, ebbe modo di conoscere i musicisti Iggy Pop e Mark Mulcahy, che lo ispirarono a intraprendere la carriera musicale. In particolare, Iggy Pop gli insegnò a suonare il brano "T.V. Eye", tratto dall’album Fun House degli The Stooges, durante le pause sul set, quando Tamberelli aveva 11 anni.
In quegli anni doppiò il personaggio di Arnold nella serie animata The Magic School Bus e recitò nei film Igby Goes Down e The Mighty Ducks. Partecipò anche ai programmi di Nickelodeon All That (dal 1997 al 2000) e Figure It Out (dal 1997 al 1999), oltre a un’apparizione come guest star nell'episodio All You Can Eaty della serie Space Cases.
Nel 2013, ha fornito voce e motion capture al personaggio di Jimmy De Santa nel videogioco Grand Theft Auto V.

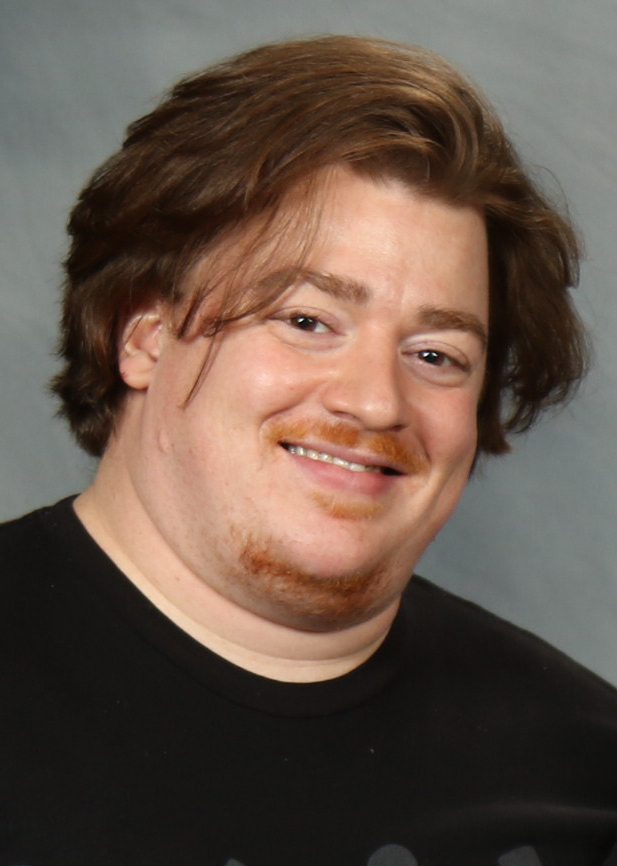
Danny Tamberelli nel 2016

Tamberelli è bassista e cantante del gruppo rock Jounce, fondato nel New Jersey nei primi anni 2000. La band nacque come quartetto jazz-funk, ma in seguito evolvette verso un suono post-punk ispirato alla musica degli anni '90. Il primo album, intitolato Jounce, fu pubblicato il 18 luglio 2006, seguito da These Things il 31 marzo 2009.
A partire dal 2016, i membri originali ancora attivi nel gruppo erano Tamberelli e il chitarrista Matt DeSteno, suo amico d’infanzia.
Nel 2013 ha avviato un podcast insieme all’ex co-protagonista di Pete & Pete, Michael C. Maronna. È anche cofondatore del gruppo comico Manboobs, insieme a Jeremy Balon.
Nel maggio 2024, ha pubblicato con la moglie Kate Tamberelli il libro The Road Trip Rewind.

## Vita privata
Tamberelli ha sposato l'autrice Katelyn Detweiler all'inizio del 2018. La coppia ha avuto un figlio, Alfred Noel, nel 2019, e una figlia nel 2022.

## Filmografia

### Attore

#### Cinema
- The Mighty Ducks, regia di Stephen Herek (1992) – Tommy Duncan
- The Adventures of Huck Finn, regia di Stephen Sommers (1993) – Ben Rodgers
- Josh and S.A.M., regia di Billy Weber (1993) – Red Haired Kid #2
- Kids for Character – direct-to-video (1996) – Arnold Perlstein (voce)
- Igby Goes Down, regia di Burr Steers (2002) – Turtle
- Good Burger 2, regia di Phil Traill (2023) – sé stesso (cameo)
- I Saw the TV Glow, regia di Jane Schoenbrun (2024) – Vicino di casa n.2

#### Televisione
- Ryan's Hope – soap opera, 11 episodi (1986–1989) – Sean Novak
- Alexander and the Terrible, Horrible, No Good, Very Bad Day – special TV (1990) – Alexander (voce)
- The Baby-Sitters Club – serie TV, 9 episodi (1990) – Jackie Rodowsky
- The Adventures of Pete & Pete – serie TV (1992–1996) – Little Pete Wrigley
- Law & Order – serie TV, episodio "Nurture" (1994) – Jeffrey
- The Magic School Bus – serie animata (1995–1997) – Arnold Perlstein (voce)
- Figure It Out – programma televisivo (1997–1999) – sé stesso (pannellista)
- All That – sketch show (1997–2000) – sé stesso / vari personaggi
- 100 Deeds for Eddie McDowd – serie TV, 8 episodi (1999–2000) – Spike Cipriano
- The Amanda Show – sketch show, 1 episodio (2000) – Stop Motion Danny (voce)
- Fillmore! – serie animata (2002–2004) – Joseph Anza (voce)

#### Videogiochi
- Grand Theft Auto V (2013) – Jimmy De Santa (voce e motion capture)